# The Education of Mr. Pipp
The Education of Mr. Pipp er en amerikansk stumfilm fra 1914 af William F. Haddock.

## Medvirkende
- Digby Bell som Mr. Pipp
- Kate Jepson som Mrs. Pipp
- Belle Daube som Ida Pipp
- Edna Mae Wilson som Julia Pipp
- Henry Driscole som Charmount